# Cowpens
Cowpens ist eine Stadt im Spartanburg County in South Carolina. Das U.S. Census Bureau hat bei der Volkszählung 2020 eine Einwohnerzahl von 2023 ermittelt.

## Geographie
Cowpens' geographische Koordinaten sind 35° 1′ N, 81° 48′ W.
Nach den Angaben des United States Census Bureaus hat die Stadt eine Fläche von 6,0 km2, die vollständig auf Land entfallen.

## Demographie
Zum Zeitpunkt des United States Census 2000 bewohnten Cowpens 2279 Personen. Die Bevölkerungsdichte betrug 979,3 Personen pro km2. Es gab 991 Wohneinheiten, durchschnittlich 164,2 pro km2. Die Bevölkerung Cowpens' bestand zu 75,65 % aus Weißen, 21,37 % Schwarzen oder African American, 0,13 % Native American, 2,06 % gaben an, anderen Rassen anzugehören und 0,79 % nannten zwei oder mehr Rassen. 3,25 % der Bevölkerung erklärten, Hispanos oder Latinos jeglicher Rasse zu sein.
Die Bewohner verteilten sich auf 922 Haushalte, von denen in 32,1 % Kinder unter 18 Jahren lebten. 47,9 % der Haushalte stellen Verheiratete, 17,6 % hatten einen weiblichen Haushaltsvorstand ohne Ehemann und 30,6 % bildeten keine Familien. 28,4 % der Haushalte bestanden aus Einzelpersonen und in 15,4 % aller Haushalte lebte jemand im Alter von 65 Jahren oder mehr alleine. Die durchschnittliche Haushaltsgröße betrug 2,45 und die durchschnittliche Familiengröße 3,00 Personen.
Die Stadtbevölkerung verteilte sich auf 26,7 % Minderjährige, 8,4 % 18–24-Jährige, 25,9 % 25–44-Jährige, 23,7 % 45–64-Jährige und 15,3 % im Alter von 65 Jahren oder mehr. Das Durchschnittsalter betrug 37 Jahre. Auf jeweils 100 Frauen entfielen 88,2 Männer. Bei den über 18-Jährigen entfielen auf 81,6 Frauen 89,3 Männer.
Das mittlere Haushaltseinkommen in Cowpens betrug 30.815 US-Dollar und das mittlere Familieneinkommen erreichte die Höhe von 39.387 US-Dollar. Das Durchschnittseinkommen der Männer betrug 35.978 US-Dollar, gegenüber 22.778 US-Dollar bei den Frauen. Das Pro-Kopf-Einkommen war 14.847 US-Dollar. 17,8 % der Bevölkerung und 15,6 % der Familien hatten ein Einkommen unterhalb der Armutsgrenze, davon waren 19,4 % der Minderjährigen und 16,4 % der Altersgruppe 65 Jahre und mehr betroffen.